# Бжезьце (Мазовецьке воєводство)
Бжезьце (пол. Brzeźce) — село в Польщі, у гміні Білобжеґі Білобжезького повіту Мазовецького воєводства.
Населення — 286 осіб (2011).
У 1975-1998 роках село належало до Радомського воєводства.

## Демографія
Демографічна структура станом на 31 березня 2011 року:
|          | Загалом | Допрацездатний вік | Працездатний вік | Постпрацездатний вік |
| -------- | ------- | ------------------ | ---------------- | -------------------- |
| Чоловіки | 146     | 33                 | 94               | 19                   |
| Жінки    | 140     | 20                 | 91               | 29                   |
| Разом    | 286     | 53                 | 185              | 48                   |